# Elektronkonfiguration
Elektronkonfiguration anger hur elektronerna i en atom av visst atomnummer är arrangerade. Konfigurationen påverkar ämnets fysiska och kemiska egenskaper och bestämmer i vilken grupp och period i det periodiska systemet ämnet inplaceras.
Sedan 1920-talet används kvantfysik för att beskriva elektronkonfigurationen med hjälp av vågfunktioner (elektronmoln) och kvanttal. Äldre teoretiska atommodeller med elektronbanor eller elektronskal, förekommer idag som pedagogiska förenklingar.
Ett annat namn på dessa kvanttillstånd är atomorbitaler. En förenklad bild för att beskriva dessa orbitaler, är att säga att elektronerna successivt fylls på i olika elektronskal som i sin tur byggs upp av underskal. Som grundregel fylls ett skal eller underskal innan ett nytt påbörjas, men undantag förekommer.

Väte som har atomnummer 1
Syre som har atomnummer 8
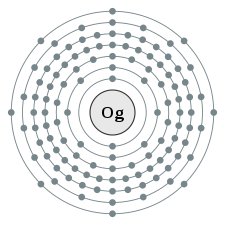
Oganesson (Tidigare kallad Ununoctium) som har atomnummer 118

## Beskrivning av elektronkonfiguration med kvanttal
Eftersom elektroner är fermioner följer de Paulis exklusionsprincip, som säger att två fermioner inte samtidigt kan befinna sig i samma kvanttillstånd. Detta medför att allt eftersom fler elektroner tillkommer runt atomkärnan, hamnar de i nya tillstånd med allt högre energinivå, där det inte redan finns elektroner.
Mer formellt utgör de olika positionerna i elektronskalen stationära tillstånd i elektronens vågfunktion som bestäms av fyra så kallade kvanttal:
- Huvudkvanttalet n anger elektronens energinivå och styr dess medelavstånd från kärnan. Detta motsvarar de sju traditionella ”elektronskalen” (K, L, M, et cetera) och antar värden av naturliga tal från 1 och upp till 7 (från 8 och uppåt, om det finns tyngre grundämnen ännu ej upptäckta).
- Bankvanttalet l, anger elektronens rörelsemängdsmoment. l kan anta värden mellan 0 och n-1. Detta motsvarar ”delskalet” och brukar traditionellt betecknas med en bokstav enligt nedanstående tabell snarare än ett tal:

| l-värde | bokstav |
| ------- | ------- |
| 0       | s       |
| 1       | p       |
| 2       | d       |
| 3       | f       |
| 4       | g       |

- Det tredje magnetiska kvanttalet ml kan anta heltalsvärden mellan -l och +l.
- Det fjärde spinnkvanttalet ms anger elektronens spinn och kan ha värdet -1/2 eller +1/2.

För varje värde på l kan en elektron därför anta 2(2l+1) tillstånd beroende på de övriga två kvanttalen ml och ms. Följande tabell visar de olika kombinationer med värden på ml och ms som är möjliga för olika värden på n och l:
| n-värde | l-värde/bokstav | ml och ms                            | Benämning |
| ------- | --------------- | ------------------------------------ | --------- |
| 1       | 0 / s           | 0 och -1/2, +1/2                     | 1s (2st)  |
| 2       | 0 / s           | 0 och -1/2, +1/2                     | 2s (2st)  |
| 2       | 1 / p           | -1,0,1 och -1/2, +1/2                | 2p (6st)  |
| 3       | 0 / s           | 0 och -1/2, +1/2                     | 3s (2st)  |
| 3       | 1 / p           | -1,0,1 och -1/2, +1/2                | 3p (6st)  |
| 3       | 2 / d           | -2,-1,0,1,2 och -1/2, +1/2           | 3d (10st) |
| 4       | 0 / s           | 0 och -1/2, +1/2                     | 4s (2st)  |
| 4       | 1 / p           | -1,0,1 och -1/2, +1/2                | 4p (6st)  |
| 4       | 2 / d           | -2,-1,0,1,2 och -1/2, +1/2           | 4d (10st) |
| 4       | 3 / f           | -3,-2,-1,0,1,2,3 och -1/2, +1/2      | 4f (14st) |
| 5       | 0 / s           | 0 och -1/2, +1/2                     | 5s (2st)  |
| 5       | 1 / p           | -1,0,1 och -1/2, +1/2                | 5p (6st)  |
| 5       | 2 / d           | -2,-1,0,1,2 och -1/2, +1/2           | 5d (10st) |
| 5       | 3 / f           | -3,-2,-1,0,1,2,3 och -1/2, +1/2      | 5f (14st) |
| 5       | 4 / g           | -4,-3,-2,-1,0,1,2,3,4 och -1/2, +1/2 | 5g (18st) |

Ovanstående tabell visar bara de möjliga kombinationerna, inte den ordning i vilken elektronerna successivt fyller olika tillstånd. Denna ordning styrs av tillståndens energinivå - de som har lägre energinivå fylls före de med högre energinivå. Följande uppställning (som läses radvis uppifrån och ned) visar detta. Observera att exempelvis 6s tillstånden har lägre energinivå än både 4f och 5d och därför fylls före dessa. 
```
1s  
2s           2p  
3s           3p  
4s        3d 4p  
5s        4d 5p  
6s     4f 5d 6p  
7s     5f 6d 7p  
8s  5g 6f 7d 8p  
...
```

Ordningen är en teoretisk modell, den faktiska ordningen avviker något. Till exempel har nickel två 4s-elektroner och åtta 3d-elektroner, medan nästa ämne i ordningen, koppar bara har en 4s-elektron och tio 3d-elektroner.
Observera också att g-orbitalerna är en rent teoretisk konstruktion eftersom ännu inga ämnen upptäckts som i grundtillståndet har elektroner i denna orbital. Man tror att sådana elektroner kan finnas bland ämnen med atomnummer från 121 eller 122 och uppåt.
Ytterligare ett exempel. Elektronkonfigurationen för silver är följande: *OBS! Detta stämmer ej med ovanstående tabell*
1s2 2s2 2p6 3s2 3p6 3d10 4s2 4p6 4d10 5s1
vilket utläses som: 2 elektroner i 1s, 2 elektroner i 2s, 6 elektroner i 2p och så vidare.
Antal valenselektroner, det vill säga antalet elektroner i, och typen för, det yttersta skalet (det med högst energinivåer) är avgörande för ämnets kemiska egenskaper. Allt efter typen av detta skal brukar man också dela in det periodiska systemet i block: s-blocket, p-blocket, d-blocket och så vidare.